# Salins-les-Thermes
Salins-les-Thermes foi uma comuna francesa na região administrativa de Auvérnia-Ródano-Alpes, no departamento de Saboia. Estendia-se por uma área de 4,17 km². Em 2010 a comuna tinha 1 028 habitantes (densidade: 246,5 hab./km²).
Em 1 de janeiro de 2019, foi incorporada à nova comuna de Salins-Fontaine.